# Always (singel Mai Kuraki)
always – dziewiąty singel japońskiej piosenkarki Mai Kuraki, wydany 6 czerwca 2001 roku. Utwór tytułowy został wykorzystany jako 12 ending (odc. 233–247) anime Detektyw Conan oraz piosenka przewodnia filmu Detective Conan: Countdown to Heaven. Singel osiągnął 2 pozycję w rankingu Oricon i pozostał na liście przez 7 tygodni, sprzedał się w nakładzie 219 940 egzemplarzy. Singel zdobył status platynowej płyty.

## Lista utworów
| Nr | Tytuł                                           | Słowa      | Kompozycja        | Aranżacja                        | Czas |
| -- | ----------------------------------------------- | ---------- | ----------------- | -------------------------------- | ---- |
| 1. | "always"                                        | Mai Kuraki | Aika Ōno          | Cybersound                       | 4:07 |
| 2. | "All Night"                                     | Mai Kuraki | YOKO Black. Stone | YOKO Black. Stone                | 4:38 |
| 3. | "Stand Up ~Gomi's Disco 2001 Mix~" (Radio Edit) | Mai Kuraki | Akihito Tokunaga  | Akihito Tokunaga Remixed by GOMI | 5:17 |
| 4. | "always ~Instrumental~"                         |            | Aika Ōno          | Cybersound                       | 4:07 |

## Notowania
| Lista                       | Pozycja |
| --------------------------- | ------- |
| Oricon Daily Singles Chart  | 1       |
| Oricon Weekly Singles Chart | 2       |
| Oricon Yearly Singles Chart | 89      |